# Tony Danza
Tony Danza, właśc. Antonio Salvatore Iadanza (ur. 21 kwietnia 1951 w Brooklynie, w Nowym Jorku) – amerykański aktor, producent i reżyser filmowy i telewizyjny włoskiego pochodzenia, najlepiej znany jako Tony Banta z sitcomu ABC Taxi i jako Tony Micelli w sitcomie ABC Who’s the Boss? (Kto jest szefem?). W latach 2009–2010 był wykładowcą w Northeast High School w Filadelfii.

## Życiorys

### Wczesne lata
Urodził się w nowojorskim Brooklynie jako syn księgowej Anne Cammisy (1925–1993) i śmieciarza Matty’ego Iadanzy (1920–1983). Jego matka była imigrantką z Campobello di Mazara na Sycylii w prowincji Trapani. Jego młodszy brat Matty Jr. (ur. 1954) został restauratorem w Los Angeles.
Kiedy miał 14 lat, wraz z rodziną przeprowadził się do Malverne w hrabstwie Nassau na Long Island. W 1969 roku ukończył Malverne High School. W 1972 roku odebrał dyplom na wydziale historii University of Dubuque, gdzie uzyskał stypendium w zapasach. W 1975 roku za namową przyjaciół wziął udział w turnieju o nowojorskie Złote Rękawice; w pierwszej rundzie pokonał wszystkich sześciu przeciwników, lecz został znokautowany w finale.

### Kariera
W 1978 roku trafił na szklany ekran w telewizyjnej komedii Fast Lane Blues z Talią Balsam i Judy Landers. Dwa lata potem zagrał w komedii Rycerze hollywoodzkich nocy (The Hollywood Knights, 1980) z Fran Drescher, Michelle Pfeiffer i Debrą Feuer. Popularność przyszła wraz rolą taksówkarza i boksera Tony’ego Banty w sitcomie ABC Taxi (1978–83), z którą był nominowany do Złotego Globu dla najlepszego aktora drugoplanowego w serialu, miniserialu lub filmie telewizyjnym. W sitcomie ABC Who’s the Boss? (Kto jest szefem?, 1984–92) wcielił się w postać emerytowanego piłkarza, gospodarza i samotnego ojca Tony’ego Micelli, za którą w latach 1986–87 i 1989 zdobył nominację do nagrody Złotego Globu i TV Land Award.
W 1985 roku w nowojorskim Radio City Music Hall wziął udział w spektaklu Night of 100 Stars II. Grał też w nowojorskich przedstawieniach: Wrong Turn at Lungfish (1996) jako Dominic De Caesar w Promenade Theatre, Widok z mostu (A View from the Bridge, 1998) Arthura Millera jako Eddie w Roundabout Theatre Company, Zimna śmierć nadchodzi (The Iceman Cometh, 1999) Eugene’a O’Neilla jako Rocky Pioggi w Brooks Atkinson Theatre, a także Fiorello LaGuardia w roli tytułowej i musicalu Fiorello!.
W sportowej komedii familijnej Anioły na boisku (Angels in the Outfield, 1994) wystąpił w roli baseballisty. Za rolę Tommy’ego Silvy w serialu ABC Kancelaria adwokacka (The Practice, 1998) był nominowany do nagrody Emmy. W komediodramacie Don Jon (2013) zagrał ojca głównego bohatera (Joseph Gordon-Levitt).
W 3 sezonie serialu Przyjaciele, odc.1 Ten z fantazją o księżniczce Lei, Pheobe grana przez Lisę Kudrow, zapytana o najbardziej romantyczną piosenkę, odpowiada, że jej wybór padł na utwór napisany przez Eltona Johna dla aktora grającego w Who's the Boss?, co próbuje udowodnić śpiewając fragment tekstu „Hold me Close, young Tony Danza”. Po wyemitowaniu odcinka specjalnego Przyjaciele: Spotkanie po latach: 2021, Courteney Cox zaprosiła Eltona Johna, Eda Sheerana i Brandi Carlile celem odtworzenia tego fragmentu piosenki.

## Życie prywatne
W latach 1971–1974 był żonaty z Rhondą Yeomen, z którą ma dwójkę dzieci: syna Marca Anthony’ego (ur. 29 stycznia 1971) i córkę Ginę (ur. 1983). Był związany z aktorką Marilu Henner. 29 czerwca 1986 poślubił Tracy Robinson, z którą ma dwie córki: Katie (ur. 8 maja 1987) i Emily (ur. 1993). Jednak w 2006 doszło do separacji, a 6 lutego 2013 do rozwodu.

## Filmografia
- Taxi (1978-1983) jako Tony Banta
- The Hollywood Knights (1980) jako Duke
- Murder Can Hurt You (1980) jako Pony Lambretta
- Going Ape! (1981) jako Foster
- Likely Stories, Vol. 4  (1983)
- Wyścig armatniej kuli II (Cannonball Run II, 1984) jako Terry
- Who’s the Boss? (1984-1992) jako Anthony Morton „Tony” Micelli
- Single Bars, Single Women (1984) jako Dennis
- Pełnia życia (Doing Life, 1986) jako Jerry Rosenberg
- Obrońca pokoju (Freedom Fighter, 1988) jako Vic Ross
- Szalona małolata (She's Out of Control, 1989) jako Doug Simpson
- Baby Talk (1991-1992) jako Mickey Campbell (głos)
- Dead and Alive: The Race for Gus Farace (1991) jako Gus Farace
- Bezduszne Prawo (The Whereabouts of Jenny, 1991) jako Rowdy Patron
- Anioły na boisku (Angels in the Outfield, 1994) jako Mel Clark
- The Mighty Jungle (1994) jako Vinnie, Aligator (głos)
- Hudson Street (1995) jako Tony Canetti
- Deadly Whispers (1995) jako Tom Acton
- Illtown (1996) jako D'Avalon
- Kancelaria adwokacka (The Practice) (1997-2004)
- Dwunastu gniewnych ludzi (12 Angry Men, 1997) jako przysięgły #7
- Dziewczyna gangstera (The Girl Gets Moe, 1997) jako Moe
- Brooklińczycy (A Brooklyn State of Mind, 1997) jako Louie Crisci
- The Tony Danza Show (1997) jako Tony Di Meo
- Oszołom Show (Meet Wally Sparks, 1997) jako kierowca taksówki
- North Shore Fish (1997) jako Sal
- Noah (1998) jako Norman Waters
- Sprawy rodzinne 2 (Family Law, 1999-2002) jako Joe Celano
- Glam (2001) jako Sid
- Stealing Christmas (2003) jako Jack Clayton
- The Whisper (2003) jako Simon
- Miasto gniewu (Crash, 2004) jako Fred
- Firedog  (2005) jako Rocky (głos)